# Celso Golmayo
Celso Fidel Golmayo y Zúpide est un joueur d'échecs et un avocat espagnol puis cubain né le 24 avril 1820 à  Logroño et mort le 1er avril 1898 à La Havane.

## Biographie et carrière
Né en Espagne, Celso Golmayo s'installa à La Havane pour exercer les fonctions de procureur. En 1862, il battit en match Félix Sicre et fut considéré comme le deuxième champion de Cuba. En 1867, il participa au tournoi international de Paris et finit septième, ex æquo avec Ignatz Kolisch.
En match, il affronta :
- Paul Morphy lors d'une simultanée avec handicap à La Havane en 1864 (victoire 3 à 2) ;
- Gustav Neumann en 1867 à Paris (défaite 0 à 3) ;
- Wilhelm Steinitz à La Havane en mars 1883 et 1888 (trois matchs perdus) ;
- George Henry Mackenzie en 1887 et 1888 (trois matchs perdus) ;
- Joseph Henry Blackburne en 1891 (défaite 4 à 6) ;
- Emanuel Lasker  en 1893.

Ses deux fils, Celso Golmayo y de la Torriente (1879-1924) et Manuel Golmayo y de la Torriente (1883-1973), étaient également des forts joueurs d'échecs.